# Гейцман, Игорь Валентинович
Игорь Валентинович Гейцман (11 июля 1976, Чусовой, Пермский край) — российский футболист, вратарь.

## Биография
Воспитанник клубов «Металлург» (Чусовой) и «Энергия» (Пермь). На профессиональном уровне дебютировал в 1995 году в составе пермской «Звезды» во второй лиге, затем играл за пермское «Динамо».
В 1997 году перешёл в «Амкар», но основным игроком не был, сыграв за три сезона 23 матча. Стал победителем зонального турнира второго дивизиона 1998 года. В 1999 году футболиста отравили снотворным и ограбили в ночном клубе, после чего он попал в реанимацию и пропустил несколько месяцев. В 2000 году был отдан в аренду в кировское «Динамо», затем два сезона выступал на правах аренды за «Динамо» из Перми. В начале 2002 года снова проходил предсезонные сборы с «Амкаром», но конкуренции с другими вратарями не выдержал.
В 2003 году перешёл в казахстанский «Есиль» из Кокчетава (позднее клуб переименован в «Окжетпес»). Дебютный матч в чемпионате Казахстана сыграл 23 апреля 2003 года против «Тараза». В своих первых трёх матчах не пропускал голов, а всего принял участие в 19 играх высшего дивизиона Казахстана (из них 8 «сухих»). В мае 2004 года потерял место в основном составе и затем более года не выходил на поле.
Во второй половине 2005 года выступал за белорусскую «Дариду», сыграл 5 матчей в высшем дивизионе Белоруссии.
После возвращения в Россию играл на любительском уровне за команды Пермского края. Работал тренером вратарей в клубе «Октан» (Пермь).